# Presonització
En dret penitenciari i en psicologia, la presonització descriu un fenomen psicològic que pateix una persona quan ingressa en una presó, ja que hi viurà una experiència traumatitzadora que alterarà el seu estat emocional de manera inevitable. Aquest fenomen ha estat estudiat per molts investigadors i fins i tot s'ha descrit com un procés de dol per la pèrdua de la llibertat. La presonització implica habituar-se al món de la presó, com si la vida dintre de la presó fos la vida normal. Això porta l'intern a considerar-se inferior a les persones lliures. I, com assenyalava Concepción Arenal, cal combatre la idea que l'estada a la presó és quelcom definitiu i insistir en el fet que ser a la presó és un fet transitori, ja que es pot tornar a l'estat anterior: la llibertat.